# Heavy Metal (revistă)
Heavy Metal  este o revistă americană de benzi desenate  science-fiction și de fantezie, cel mai cunoscută pentru îmbinarea genurilor fantezie întunecată, science fiction și erotic. La mijlocul anilor 1970, în timp ce editorul Leonard Mogel se află în Paris pentru prima ediție în limba franceză a National Lampoon, acesta a descoperit revista franceză Métal Hurlant.
Când Mogel a licențiat versiunea americană, el a ales s-o redenumească. Astfel Heavy Metal a apărut prima oară în SUA în aprilie 1977 ca o revistă lunară  lucioasă complet colorată.  Inițial conținea traduceri ale unor povestiri grafice publicate inițial în Métal Hurlant', inclusiv lucrări ale lui Enki Bilal, Philippe Caza, Guido Crepax, Philippe Druillet, Jean-Claude Forest, Jean Giraud (Moebius) sau Milo Manara.  Richard Corben a publicat în revista originală și în Heavy Metal seria Den, serie bazată pe scurtmetrajul Neverwhere din 1968.
Pe baza unor povestiri grafice din revistă au fost create filmele Heavy Metal, Heavy Metal 2000 sau serialele TV  Cronicile Heavy Metal și Dragoste, moarte & roboți. Mai multe jocuri video au fost lansate: Heavy Metal: F.A.K.K.² sau Heavy Metal: Geomatrix.